# Frälsarens förklarings kyrka, Brashevichij
Frälsarens förklarings kyrka (belarusiska: Спаса-Праабражэнская царква; translitteration: Spasa-Praabrashenskaja tsarkva) är en belarusisk-ortodox kyrkobyggnad belägen i staden Brashevichij, i distriktet Drahitjynski Rajon i Brests voblast, i sydöstra Belarus.
Kyrkan är helgad åt Kristi förklaring.

## Historik
Frälsarens förklarings kyrka i Brashevichij byggdes 1911.

## Kyrkan

### Exteriör
Kyrkan är byggd i rysk stil och är gjord av tegel.

### Invantarier
Ikonostasen tillverkades 1867 enligt projekt av ingenjören Kadruntsav.

### Allmänna källor
- Храм Праабражэння Гасподняга Брашэвічы (hram.by)
- Спаса-Праабражэнская царква, Брашэвічы - Архіварта — Партал спадчыны Беларусі (archivarta.by)